# Баньци (игра)
Баньци (кит. 半棋, пиньинь bànqí) — китайская настольная игра. Большинство игр длится от десяти до двадцати минут, но продвинутые игры могут продолжаться в течение часа или больше. Обычно в баньци играют для развлечения, а не для серьёзных соревнований.

## История
Данная игра также имеет названия Полушахматы (англ. Half Chess), Тёмные шахматы (англ. Dark Chess, кит. 暗棋) или «слепые шахматы» (англ. Blind Chess, кит. 盲 棋). Возможно, из этой игры впоследствии образовались современные Лужанци и «джунгли».

## Доска
Для игры используется доска 4 × 8 клеток. Хотя доски, созданные специально для баньци, существуют, обычно играют на одной половине доски сянци (используя только одну сторону реки).

## Фигуры
Баньци использует фигуры сянци. Обратные стороны фигур должны быть неотличимы друг от друга, дабы не могли быть идентифицированы при переворачивании лицевой стороной вниз. Каждый игрок контролирует пять солдат, одного генерала и два каждого из пяти других типов фигур, в общей сложности 16 штук. В типичном наборе фигуры одного игрока красные, а фигуры другого игрока чёрные. Символы на лицевой стороне фигур могут также отличаться.
| Наименование фигуры                | Количество на сторону | Примечания                                               |
| король, генерал 帥 shuai, 將 jiàng | × 1                   | Самый высокий ранг. Захватывает всех, кроме солдат.      |
| советник 仕 shi, 士 shì            | × 2                   | Второй по величине ранг в тайваньской версии.            |
| министр, слон 相 xiàng, 象 xiàng   | × 2                   |                                                          |
| колесница, ладья 俥 jū, 車 jū      | × 2                   | Второй по величине ранг в гонконгской версии.            |
| кавалерист, Конь 傌 mà, 馬 mǎ      | × 2                   |                                                          |
| Пешка, рядовой 兵 bīng, 卒 zú      | × 5                   | Самый низкий ранг, кроме возможности захватить генерала. |
| Пушка, катапульта 炮 pào, 砲 pào   | × 2                   | Способности различаются по тайваньским вариантам.        |

## Правила игры
Все 32 фигуры сянци перемешиваются, лицевой стороной вниз, и случайным образом размещаются на квадратах половины доски (именно на квадратах, как в западных шахматах, а не в узлах, как в сянци).
Ходящий первым переворачивает произвольную фигуру, начиная игру. Цвет этой фигуры становится цветом, которым он далее будет играть. Далее игроки делаю поочерёдно ходы, пока игра не закончится.
Игра заканчивается, когда игрок не может походить: этот игрок проигрывает. Чаще всего это происходит потому, что все фигуры игрока съедены, и ходить ему нечем. Однако возможен и пат.

### Правила ходов
Возможны три типа ходов. Игрок может перевернуть закрытую фигуру лицевой стороной вверх, или переместить фигуру своего цвета по доске, или съесть фигуру противника. В некоторых вариантах возможно многократное взятие за один ход.

#### Переворот
Переворот разрешён, пока на доске есть закрытые фигуры. Открывшись, фигура сможет далее двигаться по доске, съедать или быть съеденной (как в японской игре «Божьи коровки»).

#### Перемещения
Игрок может перемещать лишь открытые фигуры своего цвета.
В отличие от сянци, все фигуры в баньци ходят одинаково: на соседнее поле вверх, вниз, вправо или влево. Идти на занятое поле фигура может, только если этот ход является разрешённым взятием.
Едят фигуры точно такими же ходами, как и ходят, исключая пушку в тайваньских правилах.

#### Съедения
Есть игрок может лишь фигурой своего цвета, фигуру цвета противника. При съедении съедаемая фигура с доски убирается, и её место занимает съедающая.
Фигуры имеют иерархию, от короля до пешки, и брать можно лишь фигуру равного или низшего ранга, чем берущая фигура, с одним исключением. Например, ладья может взять коня, а король — кого угодно. Исключение же таково: королю не может брать пешку, но пешка может взять короля. Это обращённое правило напоминает игру стратего.
- В гонконгской версии иерархия такова: король>ладья>конь>пушка>советник>слон>пешка. Она примерно отражает ценность фигур в сянци (хотя соотношение ценности коня и пушки и неоднозначно), и все фигуры едят так же, как и ходят: на соседнее поле вверх, вниз, вправо или влево.

- В тайваньской версии иерархия такова: король>советник>слон>ладья>конь>пешка. Эта иерархия основана на начальной расстановке фигур в сянци, за исключением необъяснимой перемены мест коня и ладьи. Все эти фигуры, кроме пушки, едят так же, как и в гонконгских правилах. Пушка же из этой иерархии исключена, и ест необычно: она может есть любую фигуру и может быть съеденной любой фигурой, кроме пешки. Ест же она, как в сянци: на любом расстоянии по вертикали или горизонтали, перепрыгивая ровно через одну фигуру любого цвета (называемую «лафет» или «экран»), открытую или ещё закрытую. Нужда в лафете запрещает пушке брать фигуры на соседних клетках.

- Версия материкового Китая аналогична тайваньской, за исключением того, что пушка в ней прыгать не может, а по рангу стоит перед пешкой, то есть общая иерархия такова: король>советник>слон>ладья>конь>пушка>пешка. Другое отличие состоит в том, что первым своим ходом король может взять пешку.

- Существует и много других вариантов взятия пушкой: возможность взятия соседних пешек, возможность взятия неоткрытых фигур, запрещение неоткрытых лафетов и так далее.

#### Циклы
Циклические ходы в разных версиях баньци рассуживаются по-разному: в некоторых вариантах непрерывные циклические нападения запрещены, как в сянци, и их необходимо прекратить, иначе нападающий проигрывает. В некоторых же они разрешены, и рассуживаются, как ничья.

## Варианты
Играть в баньци можно и вчетвером, на полной доске, двумя наборами разных цветов (красным, чёрным, синим и зелёным).